# Matis Louvel
Matis Louvel (Mont-Saint-Aignan, França, 19 de julho de 1999) é um ciclista profissional francês. Actualmente corre para a equipa profissional francês Arkéa Samsic de categoria UCI ProTeam.

## Palmarés
- 2019
  - 1 etapa da Ronde d'Isard

## Equipas
- Groupama-FDJ (08.2019-2019)
- Arkéa Samsic (2019-)